# 体育管理机构
体育管理机构（英語：Sports governing bodies）是具有监管或制裁职能的体育组织，其具有多种形式和监管职能，包括对违规行为的纪律处分，以及决定其管辖体育项目的规则变更。
体育管理机构有不同的监管范围，可能涵盖综合国际公认水平的运动项目，例如：国际奥委会和国际残奥委会；也可能只涵盖单项国家级别的运动项目，例如：橄榄球联盟。国家体育管理机构很多时候必须隶属于同个运动项目的国际机构。

## 类型
每项运动都有不同的管理机构，并可以通过其附属协会、俱乐部和团体来定义不同的运作方式。

### 国际体育联合会
国际体育联合会（International sports federations）是针对单项或系列运动的非政府非营利组织，并对该项运动进行最高级别的管理。 国际联合会致力于制定一套共同规则，推广并组织国际级比赛；在适用的情况下，国际体育联合会在奥林匹克负责监管有关的运动项目。
首个个国际体育联合会成立于20世纪末，大约有30个国际体育联合会总部设在瑞士，其中约20个位于国际奥委会所在地洛桑。 奥运会不设项目的国际单项体育联合会，由与国际奥委会同等的组织管理，例如：国际单项运动总会联合会。
国际体育联合会通常由立法和行政部门组成，立法机构通常被称为代表大会或大会，负责制定其体育政策，由所有国家联合会组成，每个国家联合会拥有一票；行政部门通常被称为理事会或执行委员会，由立法部门选出的成员组成，负责指导、管理和代表其联合会。

### 信托
信托（Trusts）是用于控制资金以发展和推动体育运动的组织或团体，例如：青年体育信托。

### 国家理事机构
国家理事机构（National governing bodies）与国际联合会的目标相同，但仅在一个国家或国家部分范围内执行管理。国家理事机构支援当地体育协会，并经常负责国家体育队，例如：国家奥委会和国家残奥委会，分别负责管理国家参加奥运会和残奥会的事务。然而，由于部分政府的认可要求，国家管理机构可能不同于国家联合会（national federations）； 此外，国家管理机构也可以是一个超组织，代表一系列不相关的特定运动项目，例如：北爱尔兰水下俱乐部联合会。

### 主办机构
综合运动会主办机构（Multi-sport event organizers）负责组织包含多项运动的赛事，最著名的例子是现代奥运会的组织者国际奥委会；其他一些主办机构通常针对某个群体，例如：全国大专校院运动会、世界军人运动会、不败运动会等。

### 职业联盟
职业体育联盟（Professional sports leagues）通常代表体育运动最高水平的比赛，特别是由世界各地某项运动中的最佳运动员组成。因此，职业联盟通常与国家或国际联合会合作，但不同联盟通常是分开运作。大多数北美职业联盟通常不设业余联赛，因为业余运动员大多在独立的联盟参赛。
此外，大多数职业联盟都会与其他联盟联系，因为运动员通常会尝试晋级最高水平的联盟，才会出现升降班制度；或者，在没有升降制度的联盟体系中，职业联盟的俱乐部可以设立一支小型职业联盟队伍，将表现不佳的运动员刷出联盟，以此将激励运动员通过更好的表现，为运动队做出更多贡献。

## 批评
2014年，人权与商业研究所（IHRB）发布的一项研究报告，批评国际奥委会和国际足联等主要国际体育管理机构，在人权和劳工权利方面没有充分的规定。